# Atitlán
Volcán Atitlán (španska izgovarjava: [atiˈtlan]) je velik, stožčast, aktiven stratovulkan, ki meji na kaldero jezera Atitlán v gvatemalskem višavju v pogorju Sierra Madre de Chiapas. Je v departmaju Sololá v jugozahodni Gvatemali.
Vulkan je bil zgodovinsko precej aktiven, z več kot ducatom zabeleženih izbruhov med letoma 1469 in 1853, datumom njegovega zadnjega izbruha. Atitlán je del srednjeameriškega vulkanskega loka. Lok je veriga vulkanov, ki se razteza vzdolž Srednje Amerike in je nastal s subdukcijo Kokosove plošče pod Karibsko ploščo. Ti vulkani so del ognjenega obroča okoli Tihega oceana.
Volcán Atitlán je nekaj kilometrov južno od Volcána Tolimána, ki se dviga z južne obale jezera Atitlán. Volcán San Pedro se dviga nad jezerom Atitlán severozahodno od Atitlána. Dolg ozek zaliv ločuje Volcán Atitlán in Volcán Toliman od Volcán San Pedro.
Del pobočij vulkana je prekrit z gozdom. Gozd se konča približno 500 metrov pred vrhom. Zgoraj lahko vidite majhne fumarole, kjer domorodci izvajajo verske obrede. Razgled z vrha je čudovit, z razgledne točke se lahko vidi jezero Atitlán.

## Divje živali
Atitlán je dom dveh posebej redkih in lepih ptic, ki sta endemični v oblačnih gozdovih te regije. Rogati guan (Oreophasis derbianus) je pleistocenski ostanek družine Cracidae, ki danes obstaja le v majhnih fragmentih svojega prejšnjega območja razširjenosti. Njegov življenjski prostor je omejen na oblačne gozdove nad približno 1650 metri. Ta ptica je velika kot puran in odrasel samec ima en centimeter velik škrlatno obarvan 'rog', ki štrli naravnost navzgor na vrhu glave. Cabanisov ali modri tanager (Tangara cabanisi) je verjetno najbolj omejena vrsta v regiji. Pojavlja se le na srednjih višinah v Sierra Madre del Sur v Chiapasu, Mehiki in zahodni Gvatemali.